# 268-й гвардейский самоходный артиллерийский полк
268-й гвардейский самоходный артиллерийский Познанский Краснознамённый, ордена Кутузова полк (268 сап) — тактическое формирование Сухопутных войск Российской Федерации.

## История
Ведёт историю от 54-го гвардейского артиллерийского полка 27-й гвардейской стрелковой дивизии Рабоче-крестьянской Красной армии, созданного 21 мая 1942 года. После войны полк стал самоходным.
На начало 1991 года 54-й гвардейский самоходный артиллерийский полк 27-й гвардейской мотострелковой дивизии дислоцировался в г. Галле (ГДР). На вооружении полка находились 54 самоходные гаубицы 2С3, 18 РСЗО «Град», 12 МТ-ЛБ.
17 апреля 1991 года полк вывели из Германии в Приволжский военный округ в село Тоцкое Тоцкого района Оренбургской области, где слили с местным 1283-м артиллерийским полком, присвоив полку новый номер 268.
В 2009 году, в ходе реформы Вооружённых сил РФ, полк был расформирован.

## Награды и почётные наименования
| «Гвардейский»                      |
| Почётное наименование «Познанский» |
| Орден Красного Знамени             |
| Орден Кутузова III степени         |